# Жуакін Пашеку Невіш
Жуакі́н Паше́ку Не́віш (порт. Joaquim Pacheco Neves; 11 червня 1910, Віла-ду-Конде, округ Порту, Португалія — 19 січня 1998, там же) — португальський письменник, літературознавець і історик.

## Життєпис
Народився в 1910 році у Віла-ду-Конде в окрузі Порту.
У 1932 році закінчив медичний факультет Університету Порту, повернувся в рідне місто й у батьківському будинку відкрив медичну практику. Працював лікарем також в інших лікарнях, зокрема католицьких.
У 1943 році взяв шлюб з Марією-Леонор Ласерда-Пінєйру (порт. Maria Leonor Lacerda Pinheiro).
Неодноразово обіймав адміністративні посади на місцевому рівні.
Дебютував у літературі в 1941 році з Em Redor do Mosteiro. Як письменник тяжів до реалізму.
Як історик відомий дослідженнями з краєзнавства рідного міста Віла-ду-Конде, як літературознавець розглядав творчість Жозе Режіо.
Літературна й наукова спадщина охоплює близько 50 назв книжок.
Як літературні твори, так і наукові публікації Ж. Пашеку Невіша відзначені національними преміями. На честь літератора існує місцева премія.

## Вибрана бібліографія
- «Макабричні оповідання» (Contos Macabros) — 1942
- «Коли народжується ненависть» (Como Nasce o Ódio) — 1942
- «Вечірні історії» (Histórias do Anoitecer) — 1966
- «Історії темної ночі» (Histórias da Noite Escura) — 1973
- «Історія втраченої жінки» (História de uma Mulher Perdida) — 1977